# Павел Абрамов
Павел Сергејевич Абрамов (рус. Павел Сергеевич Абрамов;  Москва, 23. април 1979) бивши је руски одбојкаш.

## Биографија
Рођен је 23. априла 1979. године у Москви. Играо је на позицији примача сервиса. Абрамов је са репрезентацијом Русије освојио бронзану медаљу на Олимпијским играма у Атини 2004. године. Са репрезентацијом је освојио и сребро на Светском првенству 2002. године одржаном у Аргентини, док је на Европским првенствима дошао до четири медаље (сребро 2005, 2007, бронза 2001. и 2003. године).
Проглашен је за најбољег примача сервиса на Европском првенству 2005. године одржаном у Србији и Италији.
Године 2011. основао је пољопривредно предузеће по имену „Црни хлеб“ у Тулској области.

## Успеси
Русија
- медаље
- бронза: Олимпијске игре Атина 2004.